# Podocnemididae
Podocnemididae este o familie de broaște țestoase native din Madagascar și nordul Americii de Sud.